# Celtis chekiangensis
Celtis chekiangensis är en hampväxtart som beskrevs av Cheng. Celtis chekiangensis ingår i släktet Celtis och familjen hampväxter. Inga underarter finns listade i Catalogue of Life.